# Mapa wyobrażeniowa
Mapa wyobrażeniowa, mapa poznawcza, mapa mentalna – zbiór wyobrażeń danej jednostki (osoby) lub grupy zawierający informacje o przestrzennej organizacji zjawisk. Wyobrażenia te spełniają funkcję mapy i stanowią jednocześnie podstawę wielu ludzkich zachowań w przestrzeni. Podejmowane bowiem przez ludzi decyzje przestrzenne wynikają ze znajomości przestrzeni oraz z wartości przypisywanych jej elementom.

## Historia
Jednym z pierwszych badaczy uczenia się środowiska na podstawie map i konstruowania map poznawczych był Frederic Putnam Gulliver. W artykule „Orientacja na podstawie map”, z 1908 roku, zawarł opis metody uczenia dzieci orientacji przestrzennej z wykorzystaniem map. Fundamentalne wyniki badań zachowań przestrzennych przedstawił Edward Tolman w 1948, w artykule „Mapy poznawcze szczurów i ludzi”. W 1960 roku ukazało się pierwsze wydanie książki „The Image of the City” Kevina Lyncha, w której uznał on, że w procesie odnajdywania w mieście drogi do celu główną rolę odgrywa umysłowy obraz zewnętrznego świata, który jest wytworem aktualnych wrażeń oraz pamięci.
Badania map wyobrażeniowych polegają na analizie dokumentów wykonanych przez badane osoby. Były to albo mapy (szkice), albo opisy słowne. W przypadku mapy analizowany jest sposób wykonywania rysunku, orientacja rysunku, wzajemne ułożenie obiektów, obecność lub brak pewnych elementów, powiększenie lub pomniejszenie niektórych obszarów. W badaniu opisów zwraca się szczególną uwagę na wartości przypisywane niektórym miejscom.
Badania te najczęściej dotyczyły obszarów miejskich. Badania prowadzone są na jednostkach, ale zebranie dużej liczby dokumentów umożliwiało wyciąganie wniosków na temat organizacji informacji przestrzennej w różnych grupach. Dla każdej grupy tworzy się syntetyczne mapy z oznaczoną częstotliwością pojawiania się poszczególnych obiektów wśród badanych z danej grupy. Szczególnie bogate były opracowania dotyczące obrazów miasta w różnych grupach wiekowych (dzieci, osoby aktywne zawodowo, starsi) czy społeczno-ekonomicznych (biedni, bogaci, grupy etniczne, etc.).
Badacze wyróżnili dwa podstawowe sposoby organizacji informacji przestrzennych: sekwencyjny (liniowy) oraz przestrzenny. Ten pierwszy używamy w obszarach słabo znanych, gdzie znane są nam obiekty jedynie wzdłuż pewnych tras. Gdy lepiej poznajemy dany obszar informacje przestrzenne zaczynają się systematyzować, tworząc sieć powiązanych ze sobą obiektów.
Kevin Lynch wydzielił także 5 podstawowych elementów mapy wyobrażeniowej:
- drogi - linie, wzdłuż których często się przemieszczamy;
- węzły - miejsca w których przecinają się różne obszary przestrzeni - np. skrzyżowania dróg, place;
- punkty orientacyjne - punkty odniesienia, według których określamy położenie innych obiektów (np. dom, miejsce pracy, itp.);
- obszary - elementy funkcjonujące jako powierzchnie, np. parki czy dzielnice słabo znane;
- krawędzie - linie stanowiące bariery, nieciągłości w przestrzeni, np. rzeki, nasypy kolejowe, ogrodzenia itp.

## Krytyka
Krytyka badania map wyobrażeniowych związana jest głównie z trudnościami jakie sprawia jej odwzorowanie. Orientacja w przestrzeni nie wymaga świadomości refleksyjnej, co może sprawić, że w czasie badania mogą ankietowanym umknąć niektóre bardzo dobrze znane miejsca. Ponadto ludzie różnią się zdolnościami plastycznymi czy elokwencją. 

## Zastosowania
Mapy wyobrażeniowe mają swoje zastosowanie w informatyce, często w literaturze nazywane Mapami Kognitywnymi (ang. Cognitive Map, CM). Służą one do reprezentacji wiedzy. Taki sposób ich użycia został zaprezentowany przez Roberta Axelroda w 1976 roku .